# Marocche di Dro

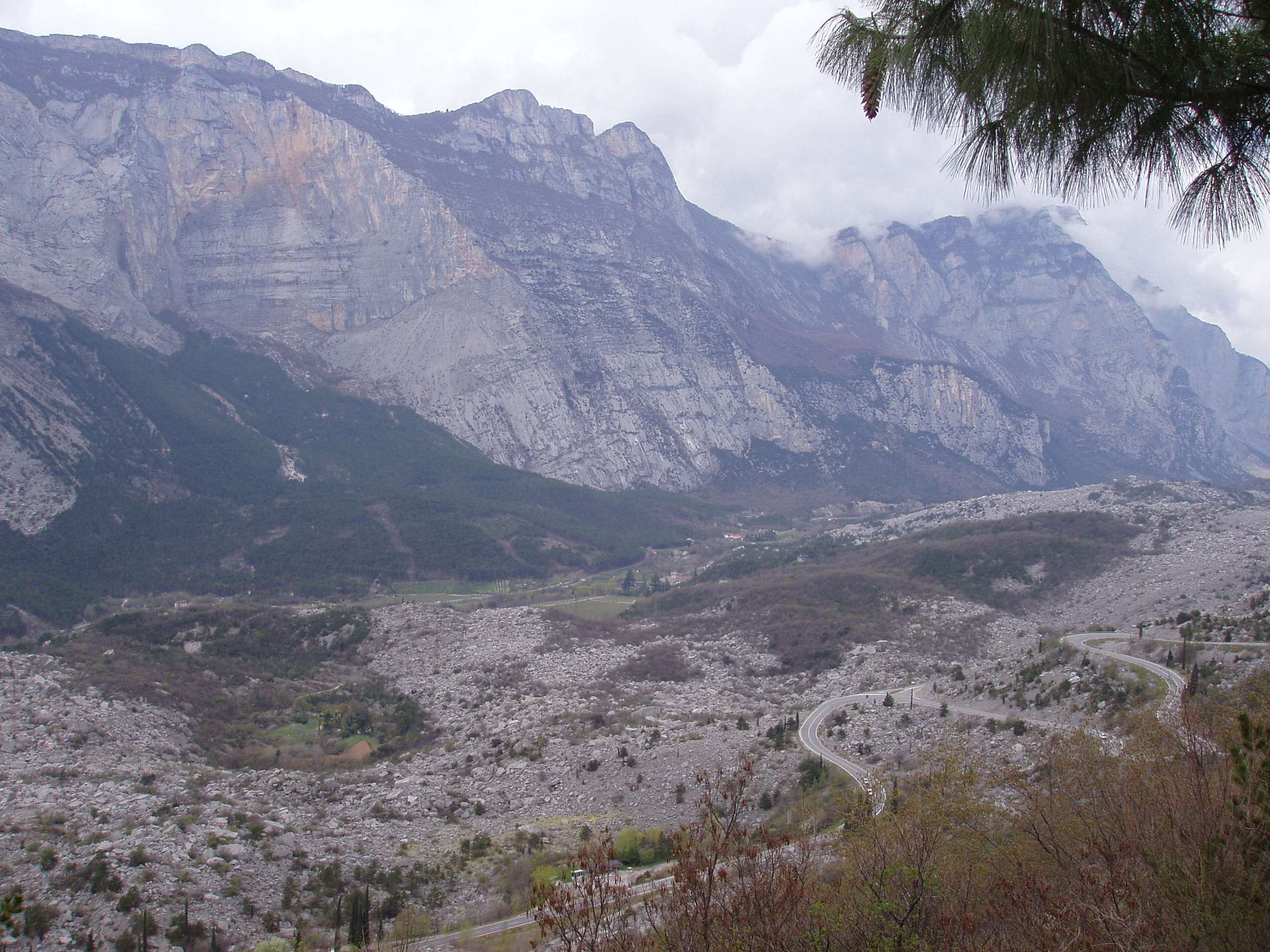
Die Marocche di Dro

Marocche di Dro bezeichnet ein Bergsturzgebiet im Südwesten der italienischen Provinz Trient. Es ist in Teilen ein Naturschutzgebiet, das zum Netzwerk der Natura-2000-Schutzgebiete gehört.

## Name
Der Name Marocche leitet sich aus dem Wort maròch ab, das im trentiner Dialekt einen Stein- oder Felsblock bezeichnet. Er wird im Trentino auch auf andere Bergsturz- und Erdrutschbereiche angewandt, wie der Marocca di Torbole oder Marocca di Passo San Giovanni, deren Sturzhalden durch große Stein- oder Felsblöcke gekennzeichnet ist. Der Name Marocche wurde im Laufe der Zeit als geologischer Fachbegriff übernommen und bezeichnet Schuttmassen, die auf Erdrutsche zurückzuführen sind und in der Folge als Erratischer Block von Gletschern verfrachtet wurden. Eine Definition, die allerdings im Falle der Marocche di Dro irreführend ist.

## Geographie

### Abgrenzung
Das Gebiet liegt etwa 12 km nordöstlich des Gardasees im unteren Sarcatal. Letzteres ist, wie der Gardasee von der Judikarien-Linie, einer tektonischen Störungslinie, beeinflusst und verläuft parallel zu dieser Linie von Nordosten nach Südwesten.
Die Schutt- und Blockhalden der Marocche di Dro erstrecken sich im Talboden von Nordosten nach Südwesten vom Ort Pietramurata (248 m s.l.m.) bis nördlich von Dro (124 m s.l.m.) und werden vom Fluss Sarca durchquert. Sie werden nördlich und südlich von Schwemmebenen abgegrenzt. Eingebettet sind sie auf der Westseite vom Bergrücken des Monte Casale (1634 m) und Monte Brento (1545 m) und im Osten vom Dos Salin (802 m), der das untere Sarcatal vom Cavedinetal mit dem Monte Bondone–Monte Stivo Bergrücken abgrenzt. Im östlichen Bereich des Bergsturzgebiets unterhalb des Dos Salin liegt der Cavedinesee. Mit dem Lago Solo, auch als Laghisol bezeichnet, und dem Lago Bagatolli befinden sich zwei weitere kleinere Wasserflächen im Bereich der Marocche di Dro.

### Gliederung
Die Marocche von Dro sind eines von mehreren Bergsturz- und Bergrutschgebieten, die am Unterlauf der Sarca sowohl auf der orographisch linken als auch auf der rechten Talseite ihre Spuren hinterlassen haben. Es bezeichnet genau genommen das Ablagerungsgebiet von mehreren zeitlich unterschiedlich stattgefundenen Bergstürzen und Bergrutschen. Der Geologe Giovanni Battista Trener, der sich als erster ausführlicher mit den Marocche di Dro beschäftigt hat, unterschied 1924 anhand lithostratigraphischer und geomorphologischer Kriterien sowie anhand der Textur des Gesteins insgesamt zwölf verschiedene Ablagerungsgebiete im Sarcatal, fünf davon im Bereich der Marocche di Dro. Die drei größten sind von Nord nach Süd Masi di Lasino, Marocche und Kas.

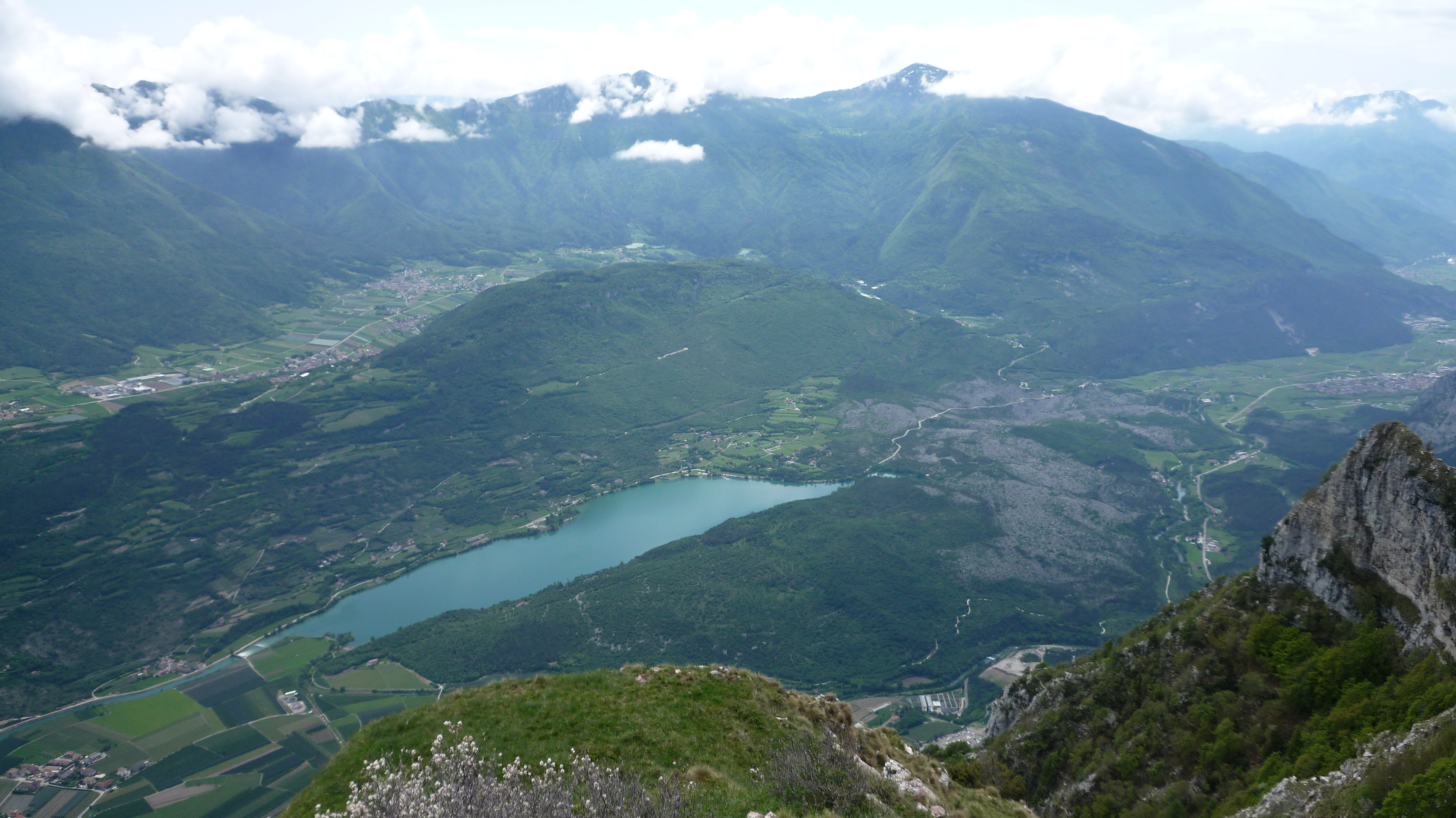
Das Valle dei Laghi mit Blickrichtung Süden, mit dem Cavedinesee und den Marocche
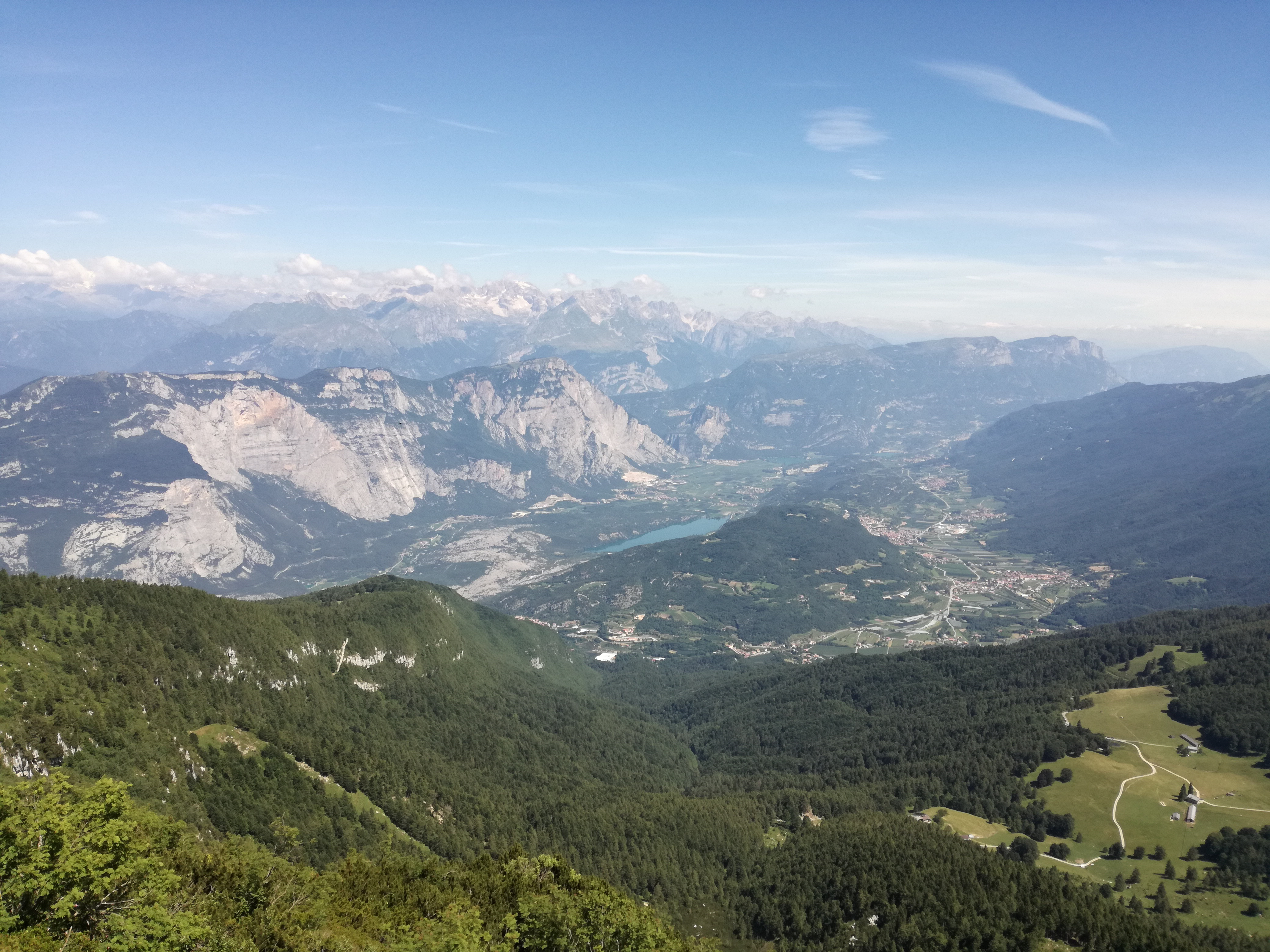
Das Tal mit Blickrichtung Norden, links der Bergkamm des Monte Brento-Casale
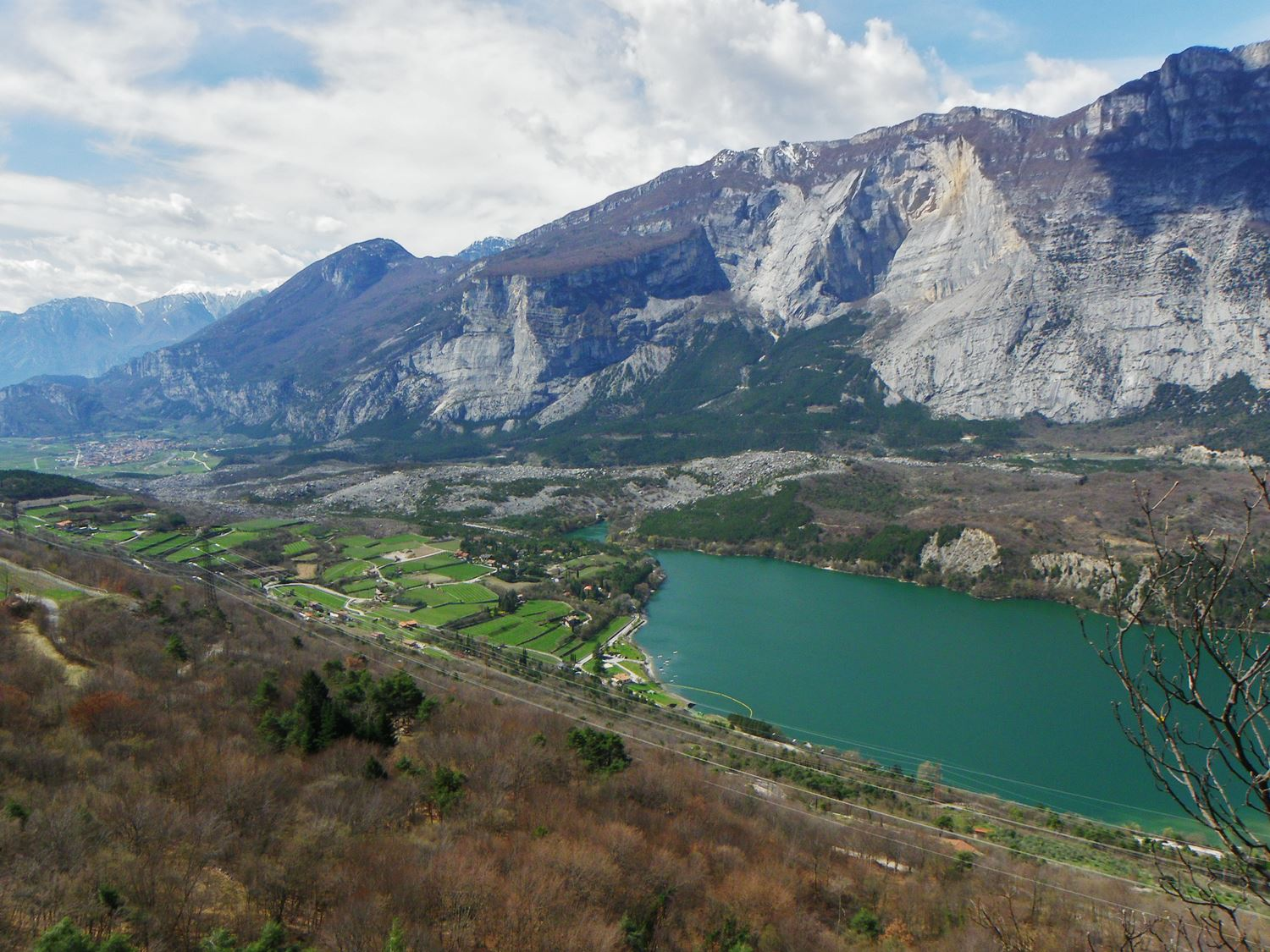
Cavedinesee mit dem zugewachsenen Marocche Bergsturz (rechts) dem vegetationslosen Kas Bergsturz (links)
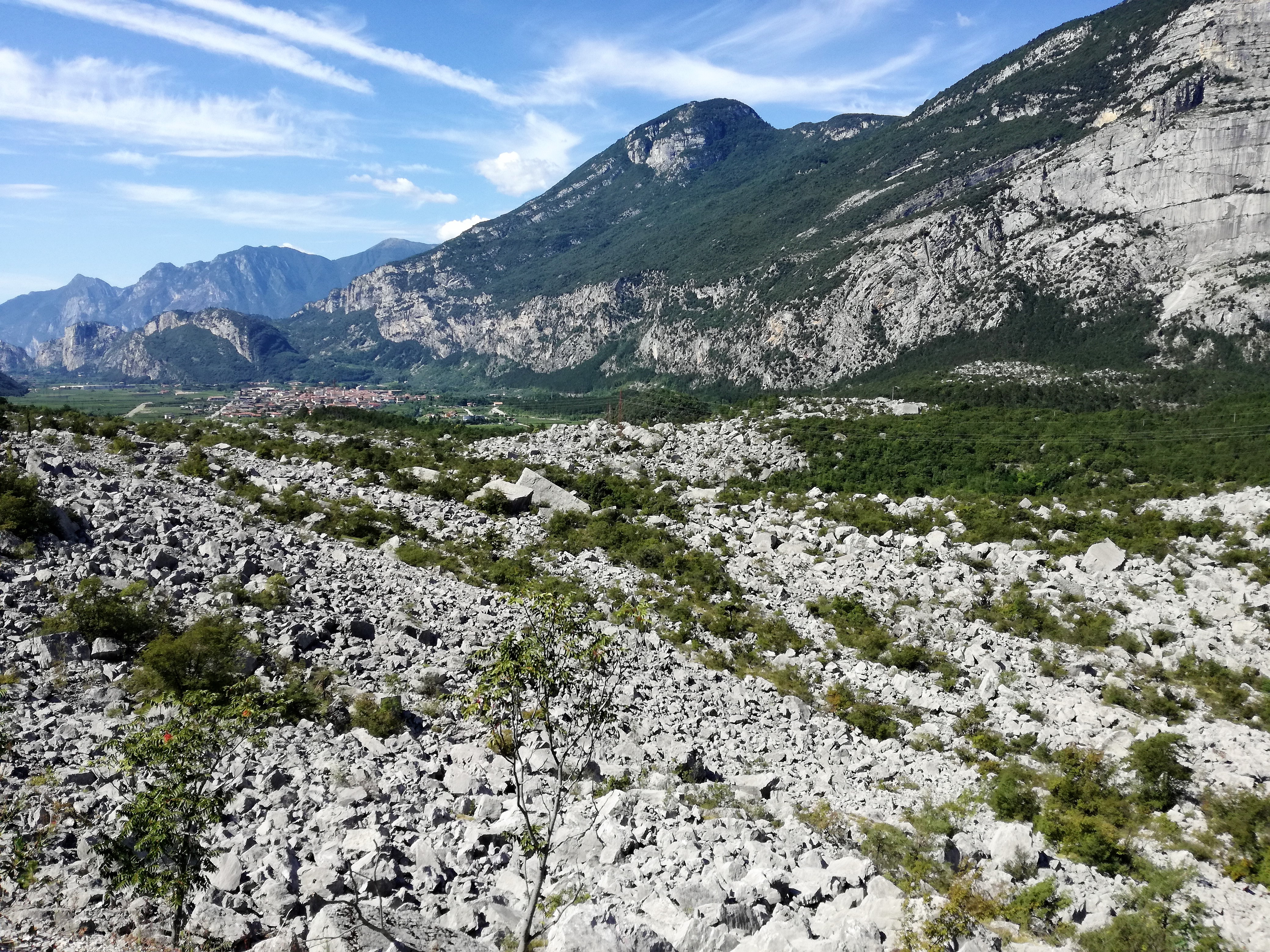
Der Kas Bergsturz mit Blickrichtung Dro
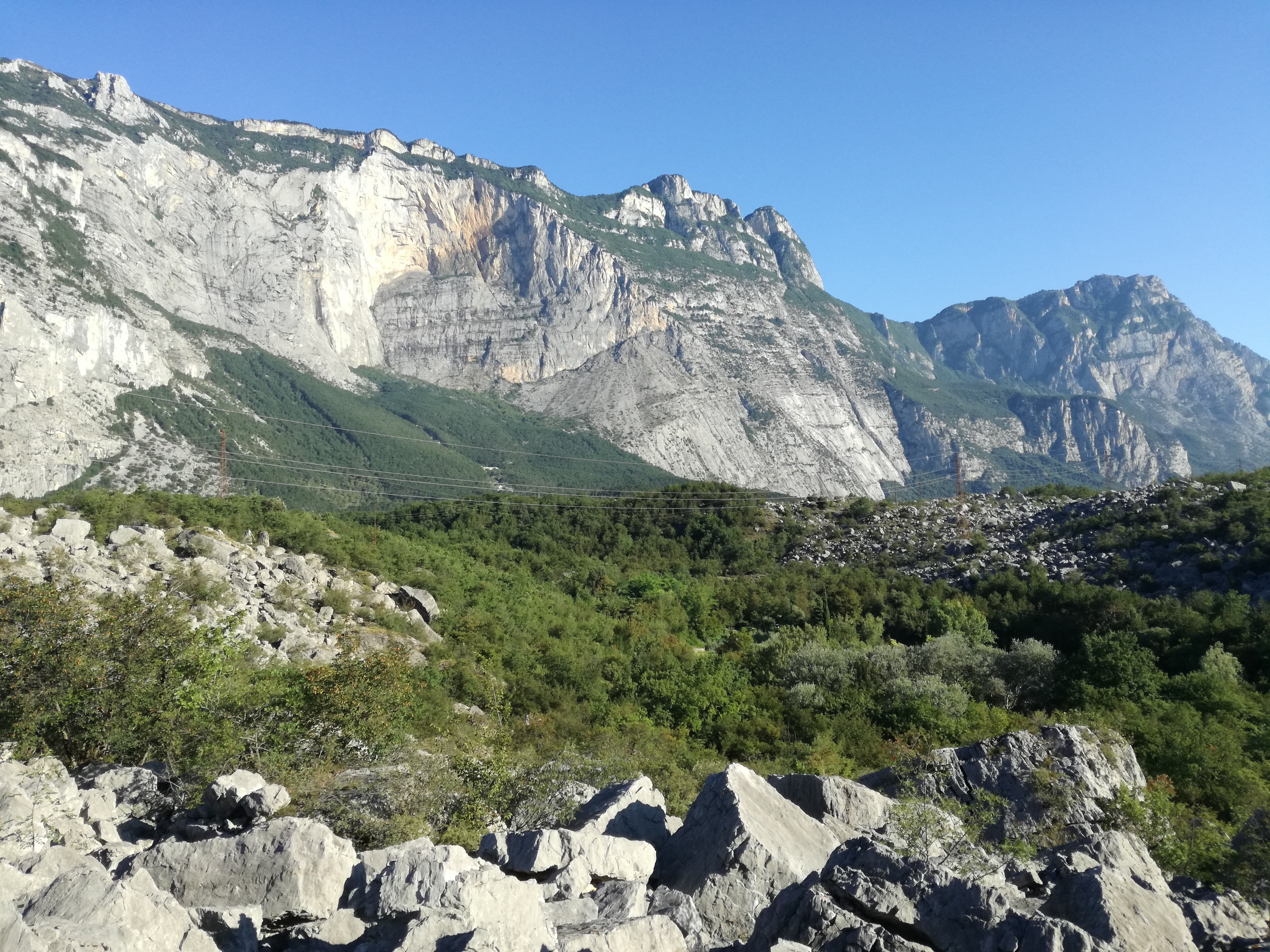
Die hügelartige Landschaft in den Marocche

#### Masi di Lasino
Dieser Bergrutsch auf der orographisch linken Talseite des Sarcatals nordwestlich des Cavedinesees ist damit auch der einzige, der sich im Bergsturzgebiet Marocche di Dro von der linken Talseite gelöst hat. Die Abbruchstelle liegt auf dem Bergrücken westlich von Lasino, der das Sarcatal vom Cavedinetal trennt, in einer Höhe zwischen 625 m und 537 m, so dass der Bergrutsch einen maximalen Höhenunterschied von etwa 410 m zurücklegte. Die Schutt- und Blockhalde hat eine Länge von 1,7 km und ist bis zu 2,6 km breit. Sie ragt auf einer Fläche von fast 1,3 km² aus der Umgebung auf und hat eine Stärke von bis zu 60 m. Teile der Halde sind von der später entstandenen Schwemmebene der Sarca zugeschüttet worden, wobei beim Ort Pergolese einige charakteristische Tomahügel herausragen, auf denen zum Teil Gebäude stehen. Im Süden und Westen werden die Ablagerungen teilweise von der Halde der Marocche überlagert.

#### Marocche
Auch als Marocca principale  bezeichnet. Das Ablagerungsgebiet des Bergsturzes erstreckt sich auf einer Länge von 5 km von Pietramurata im Norden bis zum Tomahügel Sant’Abbondio bei Dro. Letzterer wird zum Teil auch als eigenständiges Bergsturzereignis betrachtet. Die Breite der Halde variiert zwischen 1,5 und 2 km und erreicht im Süden bei Sant’Abbondio sogar 3 km. Sie bedeckt eine Fläche von 10 km² und hat ein Volumen von 1 km3. Sie ist damit die mit Abstand größte Halde des Bergsturzgebietes Marocche di Dro und türmt sich bis auf eine Höhe von etwa 320 m auf, dabei erreicht sie eine Stärke von etwa 130 m. Die Abbruchstelle an der orographisch rechten Talseite reicht vom Monte Casale bis zum Monte Granzoline und wahrscheinlich darüber hinaus bis zum Monte Brento. Das Geröll des Bergsturzes legte eine Strecke von geschätzt 5,8 km zurück, querte das Sarcatal in seiner ganzen Breite und brandete am Doss Salin bis auf eine Höhe von 570 m auf. Das Ablagerungsgebiet ist relativ eben und mit Niederwald bewachsen, größere Felsblöcke sind nur im nordöstlichen Bereich und westlich des Cavedinesees anzutreffen. Im Süden wird sie von der Blockhalde des Bergsturzes Kas überlagert.

#### Kas
Die Sturzhalde des Kas-Bergsturzes ist etwa 3 km lang und 0,5 bis 1,5 km breit. Sie schwappte auf der gegenüberliegenden Talseite etwa 100 m in die Höhe und bedeckt eine Fläche von etwa 3,5 km², dabei überlagert sie das südliche Ablagerungsgebiet des Marocche-Bergsturzes. Die Halde besitzt eine geschätzte Stärke von 80 m, so dass von einem Volumen von 300 Millionen m3 ausgegangen werden kann. Die Abbruchstelle ist am Monte Brento und am südlich angrenzenden Monte La Costa an der orographisch rechten Talseite deutlich erkennbar. Sie liegt deutlich unter dem Gipfelgrat und der dazwischen liegende, stärker verwitterte Bereich gehört zur Abbruchstelle des Marocche principale Bergsturzes. Charakteristisch für die Morphologie des Ablagerungsgebietes des Kas-Bergsturzes sind die in Längsrichtung von der Abbruchwand kreisförmig ausgehenden etwa 5 bis 10 m hohen Schuttwälle. Das östliche Ende der Halde ist von mehreren Meter hohen, quer zum Ablagerungsgebiet verlaufenden Wällen gekennzeichnet. Die Halde ist eine vegetationsarme Blockhalde und als solche gut im Gelände auszumachen. Die teilweise hausgroßen Gesteinsblöcke erreichen Kantenlängen von etwa 20 m und treten insbesondere im Bereich des Sees Laghisol auf.

### Geologie
Das Abblagerungsgebiet der Marocche di Dro setzt sich aus verschiedenen Formationen von Sedimentgesteinen zusammen, darunter insbesondere Graukalke, die sich auf der Tridentinische Schwelle im Unterjura gebildet haben. Des Weiteren sind Oolithe sowie Ammonitico Rosso vom Monte Casale anzutreffen.

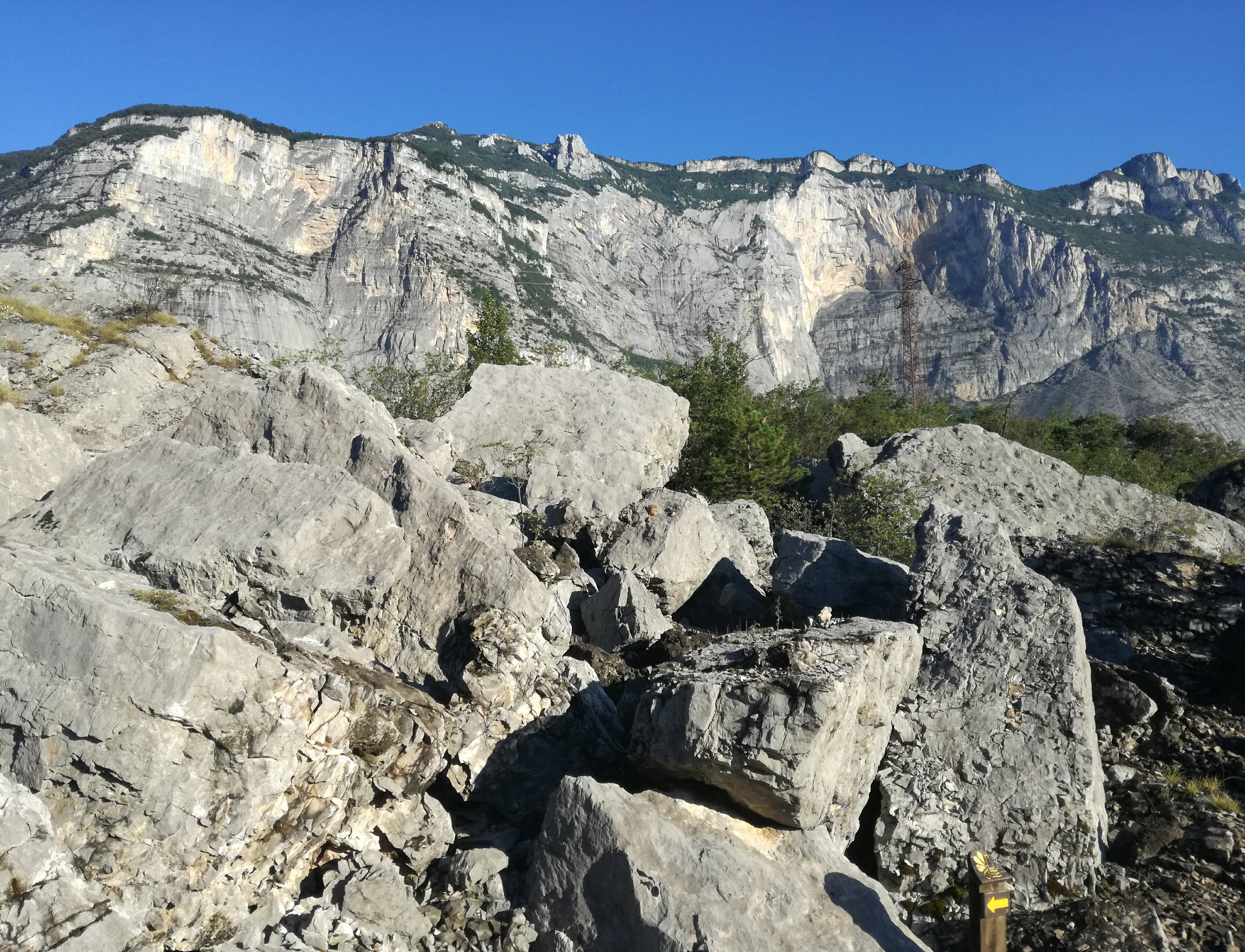
Geröllhalde mit Abbruchstelle Monte Brento (rechts) und Monte Costa (links)
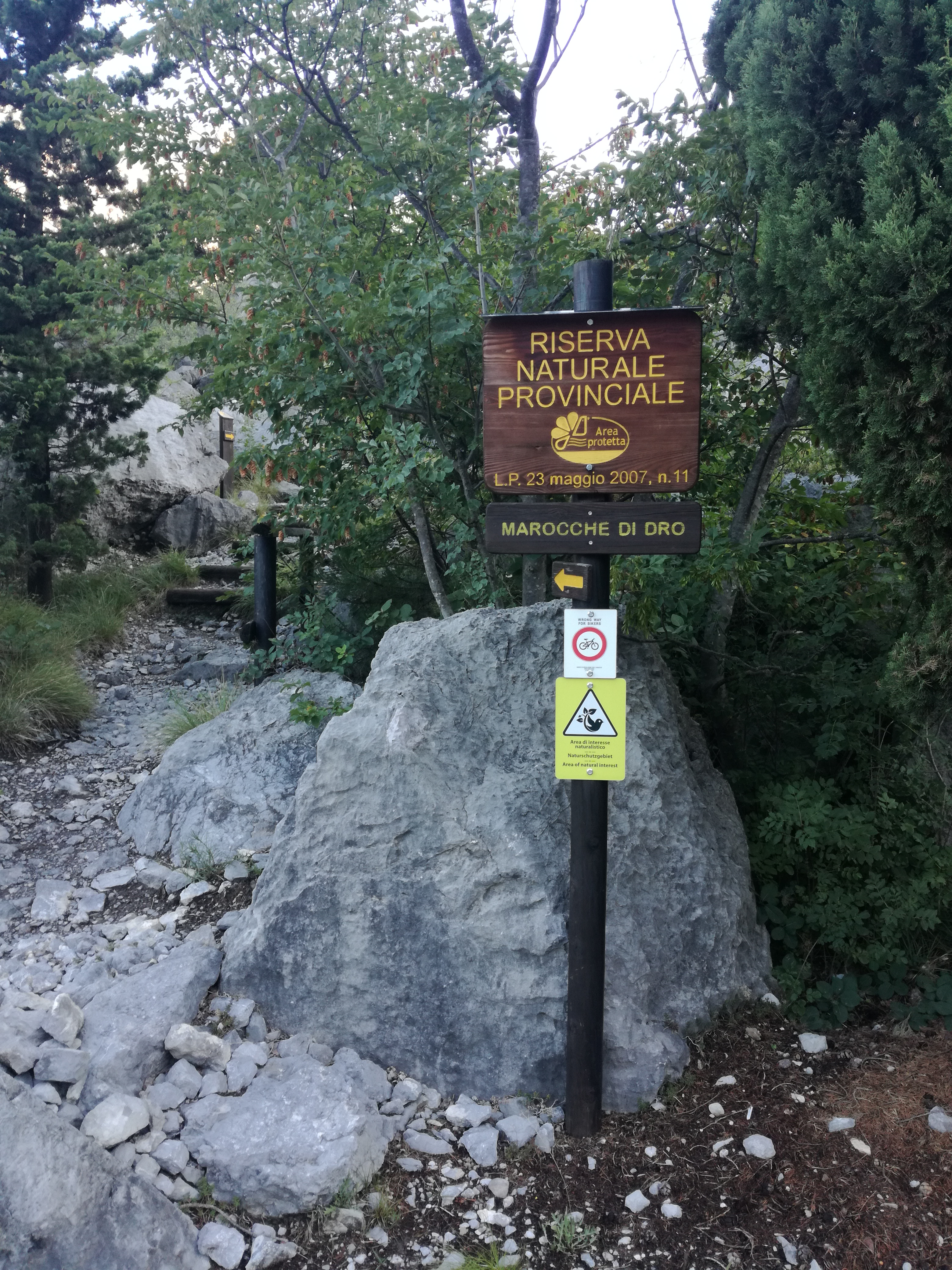
Lehrpfad durch das Biotop
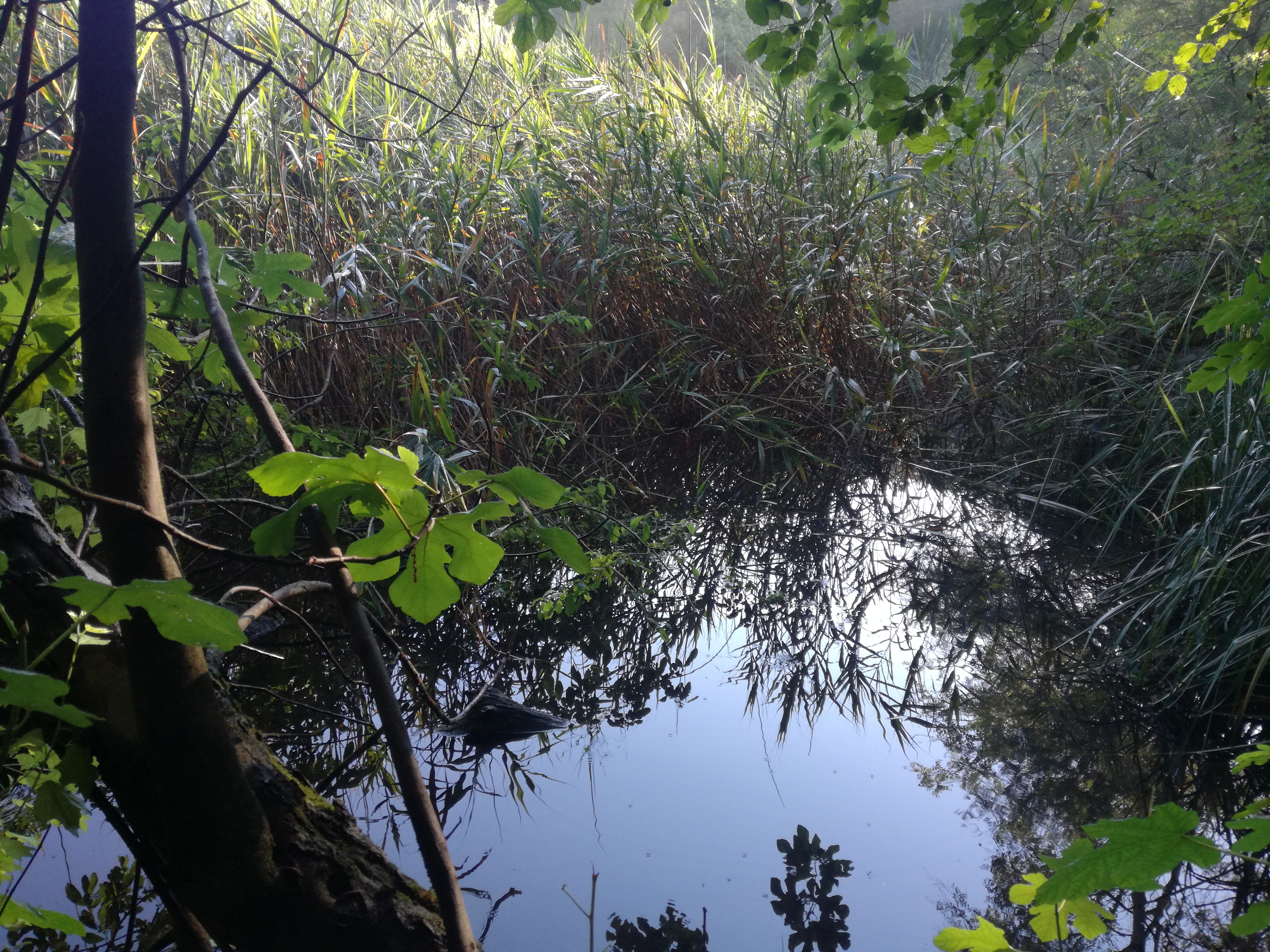
Der stark zugewachsene See Laghisol
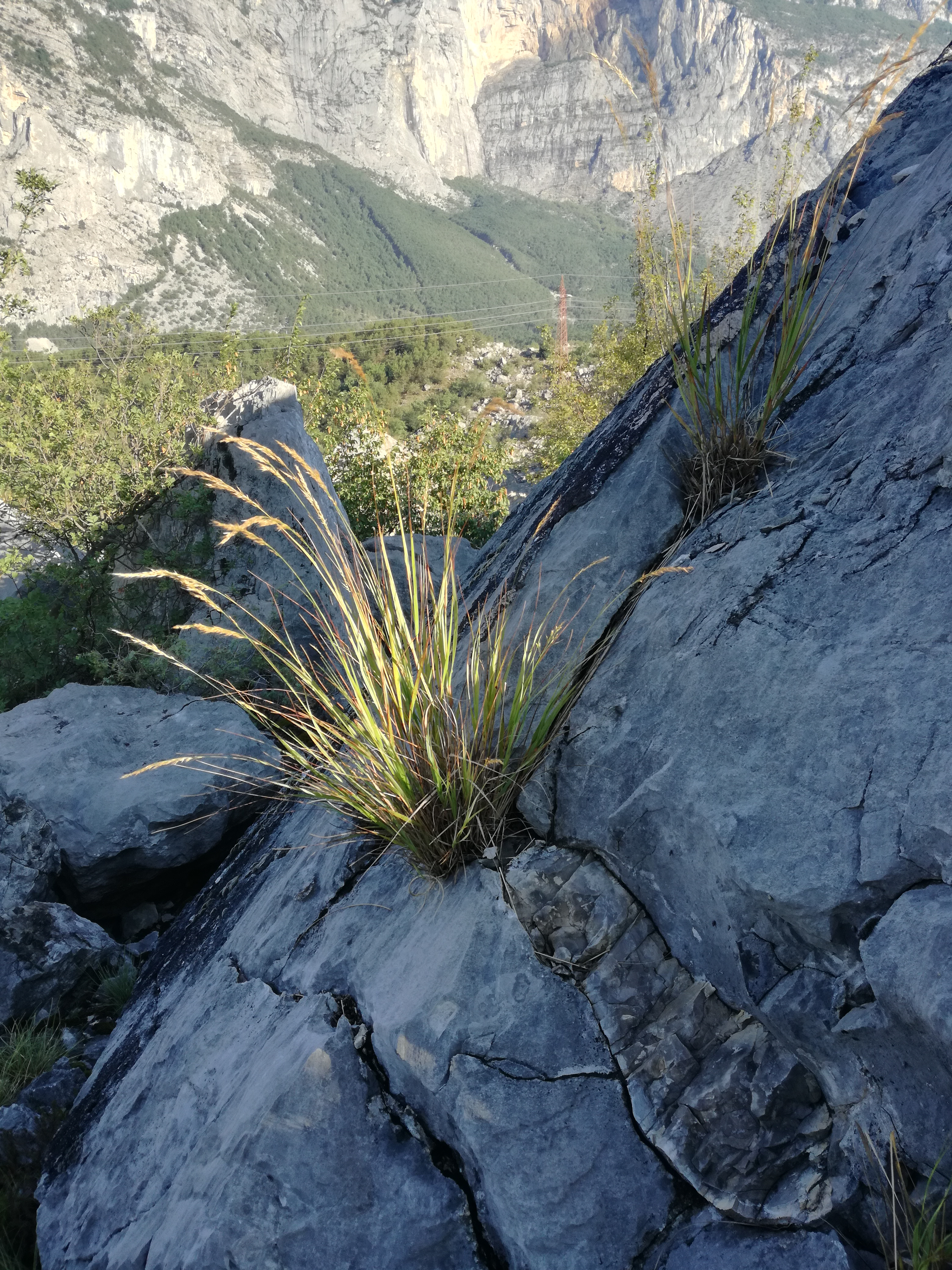
Beispielhafte Kolonisation der Geröllhalden
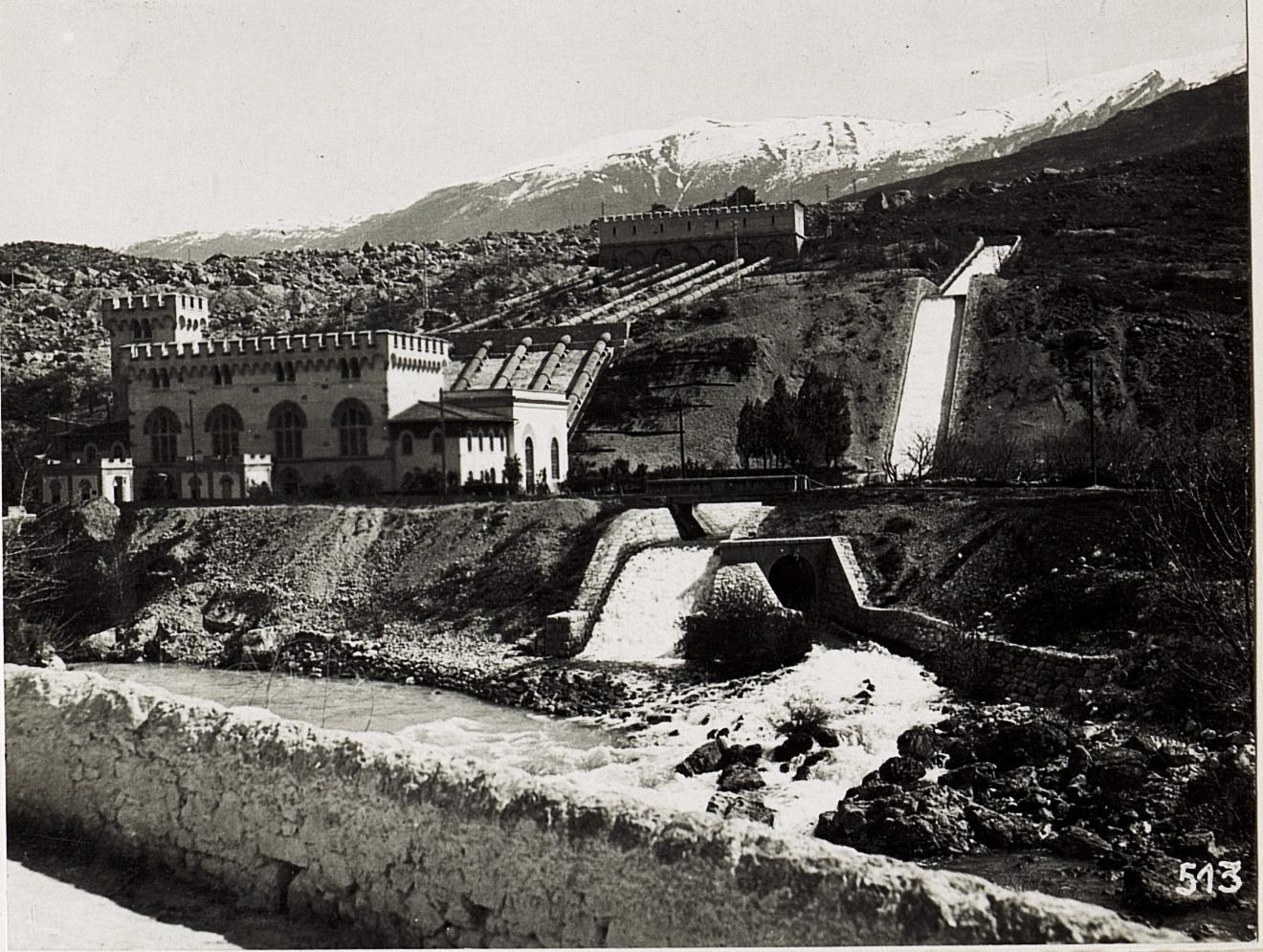
Das Wasserkraftwerk Fies im Ersten Weltkrieg mit den noch nicht aufgeforsteten Marocche dahinter

### Paläogeographie
Über die Entstehungsgeschichte der Marocche di Dro wurde ab dem 19. Jahrhundert unter Wissenschaftlern diskutiert. So betrachtete ein kleinerer Teil der Wissenschaftler die Marocche als glazialen Ergebnis, die nichts weiter als die Moräne des durch das Sarcatals verlaufenden Gletschers der letzten Kaltzeit darstelle. Dieser Annahme stand die Hypothese gegenüber, dass die Marocche auf ein katastrophales Ereignis und zwar auf einen Bergsturz zurückzuführen sei. Ein dritter theoretischer Ansatz führte die Marocche zwar ebenfalls einen Bergsturz zurück, dessen Halde aber von einem Gletscher verformt worden sei.
Als Auslöser des Bergsturzes wurde lange Zeit angenommen, dass dieser auf das Nachlassen des Gegendrucks aufgrund des Abschmelzens des Gletschers zurückzuführen sei. Die unterschiedlichen Fazies und die tektonische Störungslinie hätten dabei zur Instabilität beigetragen. In den 1980er Jahren wurden dann auch seismische Wellen infolge von starken Erdbeben als Auslöser in Erwägung gezogen.
In den 1990er Jahren wurde mit Hilfe der Radiokohlenstoffmethode festgestellt, dass der erste der Bergstürze sich frühestens zwischen 2950 und 2600 v. Chr. und der letzte, Kas, frühestens zwischen 400 und 200 v. Chr. ereignete.
Anhand der Oberflächenexpositionsdatierung war es möglich in den 2010er Jahren mittels der Chlor-Methode das Alter der beiden Bergstürze Marocche und Kas genauer zu bestimmen. Für den Marocche Bergsturz ergab sich aus den gewonnenen Daten ein Alter von 5300 ±860 Jahren und für Kas ein Alter von 1080 ±160 Jahren.
Aufgrund dieser Ergebnisse konnte ausgeschlossen werden, dass der Marocche Bergsturz in einem direkten Zusammenhang mit dem Abschmelzen des Etschgletschers steht, ebenso war der nur wenige Kilometer südlich liegende Gardasee vor etwa 17.000 Jahren bereits eisfrei. Der Marocche Bergsturz fällt in eine Zeitperiode, in der sich auch andere Bergstürze in den Alpen zugetragen haben. Und er kann auf Klimaschwankungen, in diesem Fall zu einem kälteren und niederschlagsreicheren Wetter, zurückgeführt werden, die zur Instabilität der Bergflanken beitrugen. Allerdings kann nicht ausgeschlossen werden, dass der Bergsturz durch ein Erdbeben ausgelöst worden ist.
Ein Erdbeben war dagegen sehr wahrscheinlich Auslöser für den wesentlich jüngeren Kas Bergrutsch. In dem mittels Chlor-Methode ermittelten Zeitraum des Bergrutsches sind zwei stärkere Erdbeben, beide mit Stärke IX MCS, dokumentiert. Zum einen das Erdbeben von Verona von 1117 und zum anderen das Erdbeben von 1046 im etwa elf Kilometer entfernten Etschtal. Aufgrund der Nähe kommt das Erdbeben von 1046 als Auslöser des Kas Bergsturzes durchaus in Frage.
Damit wurde auch widerlegt, dass der Kas Bergsturz in römischer Epoche stattfand. Eine Hypothese, die aufgestellt wurde, nachdem bei Grabungen beim Bau des Wasserkraftwerkes Dro in den 1920er Jahren die Reste eines zeitlich nicht näher bestimmbaren Dachziegels gefunden wurden, der später verloren ging, und der von Trener mit der historisch nicht belegbaren römischen Siedlung Kas in Verbindung gebracht wurde.
Nachweisbar ist dagegen, dass infolge der Bergstürze sich der Lauf der Sarca mehrmals änderte, auch wenn die einstige Lage des Flusslaufes zwischen den Bergstürzen Marocche und Kas umstritten ist. Nördlich des Bergsturzgebietes staute sich die Sarca jedenfalls zu einem See auf, dessen Überbleibsel im Süden der Lago di Cavedine darstellt und der sich ursprünglich über die Schwemmebene bei Sarche bis zum Tobliner See und dem Massenza See ausdehnte. Aufgrund des Fehlens von Siedlungen in der Schwemmebene ist anzunehmen, dass dieser Bereich lange Zeit sumpfig und unbewohnbar war. Davon zeugen auch die Siedlungen bei Pergolese, die zum Teil auf Tomahügeln des Masi di Lasino Bergsturzes errichtet wurden und aus der Schwemmebene herausragen.

### Dinosaurierspuren

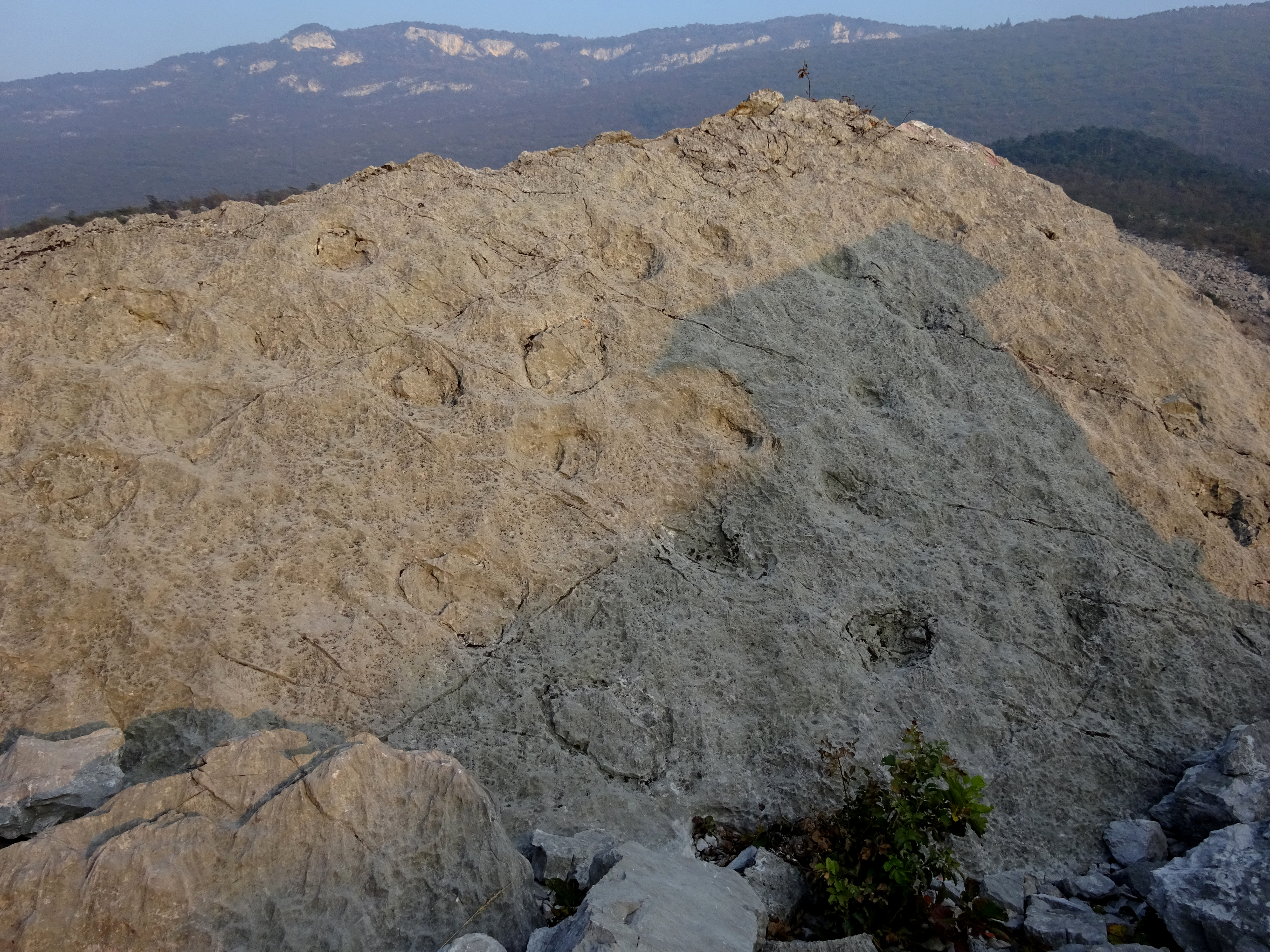
Dinosaurierspur an einem Felsen in Marocche di Dro

Im Unterjura, vor etwa 210 Millionen Jahren, befand sich dort, wo heute das Marocche di Dro liegt, eine Lagune mit Stränden aus Kalkablagerungen. Über diese Strände liefen Dinosaurier, und in ihren tiefen Fußabdrücken sammelten sich durch die Wellenbewegung kleine, schwerere Kalksplitter von Muscheln. Durch weitere Sedimentation wurden die so aufgefüllten Fußabdrücke überdeckt. Durch fortlaufende Sedimentation wurden sie schließlich durch den auf ihnen lastenden Druck versteinert. Diese Sedimentablagerungen bildeten die 1300 m hohen Kalkwände des Monte Brento. Durch den Bergsturz kamen Felsbrocken mit Dinosaurier Fußabdrücken wieder zum Vorschein. Der Regen hat die sehr kalkhaltigen, versteinerten Muschelreste langsam gelöst und herausgewaschen, so dass heute die Fußabdrücke als Vertiefungen sichtbar sind. Es gibt u. a. Abdrücke eines relativ schweren, langsam gehenden Tiers, das dem Scelidosaurus ähnlich war.

## Flora und Fauna
Die Marocche von Dro sind seit 1989 teilweise ein Naturschutzgebiet, das seit 1995 Teil des Natura 2000 Netzwerkes ist. Es stellt aufgrund der überwiegend wüstenartigen Geröllhalden besondere Anforderungen. Dabei haben es die Pflanzen geschafft das Ablagerungsgebiet beispielhaft zu kolonialisieren. In der ersten Hälfte des 20. Jahrhunderts wurden insbesondere die Randbereiche der Marocche mit Schwarzkiefern, See-Kiefern, Griechischer Tanne und Mittelmeer-Zypressen aufgeforstet. Insbesondere im Bereich des Wasserkraftwerke Fies und Dro wurde der Bereich der Wasserbauten mit Schwarzkiefern verschönt. Diese Art ist im Trentino sonst nicht heimisch und hat sich als sehr anfällig für Schädlinge erwiesen.